# أندرو جاي فيرشلاند
أندرو جاي فيرشلاند (بالإنجليزية: Andrew J. Ferchland)‏ مواليد 26 يناير 1987 في مقاطعة أورانج، هو ممثل أمريكي بدأ مسيرته الفنية سنة 1992.

## الأعمال
- إي آر
- أرض الميعاد
- بافي قاتلة مصاصي الدماء
- القاضية إيمي

## روابط خارجية
- أندرو جاي فيرشلاند على موقع IMDb (الإنجليزية)
- أندرو جاي فيرشلاند على موقع ألو سيني (الفرنسية)
- أندرو جاي فيرشلاند على موقع أول موفي (الإنجليزية)
- أندرو جاي فيرشلاند على موقع قاعدة بيانات الأفلام السويدية (السويدية)
- أندرو جاي فيرشلاند على موقع قاعدة بيانات الفيلم (الإنجليزية)
- أندرو جاي فيرشلاند على موقع كينوبويسك (الروسية)